# 天天日報
《天天日報》（英語：Tin Tin Daily News）是香港一份已停刊的報紙，於1960年11月1日由韋氏家族創辦，及後股權曾多次易手，最終因新股東為結束纏訟多時的出版權官司，宣布在2000年9月8日正式停刊。

## 創辦
《天天日報》由香港二天堂藥廠韋氏家族於1960年11月1日創辦，為當時全港第一份「柯式」及彩圖印刷日報，哄動整個出版界，開創香港報業先河，獲譽為「香港第一份彩色日報」。創辦人為韋基澤，並由其弟韋基舜擔任社長。

## 股權變動
1977年8月，《天天日報》首次易主，買家為與北京關係密切的妙麗集團負責人劉天就購入該報股權，親自出任社長，並邀請原本負責廣告的韋建邦加盟進行改革，定位為迎合大眾化口味的報紙，銷量由1977年的一萬多份急升至1982年突破10萬大關。
但到了1984年，因妙麗倒閉而破產，劉天就把經營權售予何世柱夫婦，何世柱接任社長。因報紙立場引起部分編採人員不滿，副總編輯與一班《天天日報》員工出走，另外創立新報紙《今天日報》。
1987年，玉郎集團購入《天天日報》主要股份。1990年，星島集團收購玉郎集團，並易名為文化傳信，星島集團遂間接持有《天天日報》。
1998年11月，星島集團財困，將文化傳信控股權出售予澳洲上市公司金網集團（英語：ViaGold group），隨即宣布全體員工減薪，並實行版面承包制，自此《天天日報》陷入財政及管理混亂。
2000年6月，電宇國際收購《天天日報》，惟電宇國際牽涉多宗出版權的官司，最終法院判歸會計師鄭潤成所有，《天天日報》遂於2000年9月8日正式宣布停刊。

## 發行及銷量
《天天日報》主要於香港及澳門發行及分銷。銷量方面，八十年代是《天天日報》的高峰期，於1991年更曾創下20多萬份最高銷量。
另外，根據1994年六月香港青年協會的調查，《天天日報》是當時香港青少年的第三大最常閱讀報章，僅次於《東方日報》及《成報》。

## 版面
《天天日報》每日出對開紙九至十一張，平均約40版。

《天天日報》於1999年8月20日的其中一版

主要版面有重要新聞、國際新聞、中華兩岸、闖神州、香港新聞、國際金融、財經新聞、體育、娛樂等；另外有《追擊》、《彩色中華》、《新聞圖輯》、《中華檔案》、《綽約》、《消費旅游通》等版。

## 定位
據香港電台《傳媒透視》在1998年4月的調查，《天天日報》是香港21份報紙裡受眾取向最大眾化的一份。

## 全球第一份彩色報紙
據韋基舜接受《成報》的訪問中透露，《天天日報》為全球第一份彩色新聞報紙。

## 姐妹報
天天日報有一姐妹報，為1986年創刊之今天日報，但已於1993年11月停刊。

## 被控誹謗及清盤
1996年10月，雷競斌在《天天日報》發文〈元老獲訪京、剃證監眼眉〉，被冼祖昭控告誹謗。2002年，香港高等法院判冼祖昭勝訴，冼其後更申請將《天天日報》清盤。

## 外部連結
- .   [2020-11-15]. （原始内容存档于2000-03-01）.